# Csepel Sport Club
El Csepel Sport Club és un club esportiu hongarès de la ciutat de Budapest, al districte XXI, Csepel.

## Història
Evolució del nom:
- 1912 - Csepeli Torna Klub
- 1932 - Csepel FC
- 1937 - Weisz-Manfréd FC Csepel
- 1944 - Csepel SC
- 1947 - Csepeli Mukás TE
- 1950 - Csepeli Vasas
- 1958 - Csepeli SC
- 1993 - Csepel SC-Kordax
- 1996 - Csepel SC

La secció de futbol va ser dissolta després de la temporada 2001/02. Aleshores jugava a la segona divisió i el seu estadi era el Béke téri, amb capacitat per a 14.000 espectadors. Va jugar 51 temporades a la primera divisió. L'any 2000 s'havia unit al club III. Kerületi TVE d'Óbuda, al districte III del nord de Budapest.
Actualment té seccions de voleibol, lluita i ciclisme. Antigament també havia disposat de seccions importants d'handbol i boxa.

## Palmarès
- Lliga hongaresa de futbol (4):
  - 1941/42, 1942/43, 1947/48, 1958/59

## Futbolistes destacats
- Pál Csernai (1952-1956)
- Zoltán Czibor (1951/52)
- József Tóth (1950s)
- Ferenc Németh "Sigya" (1958/59)

## Altres esportistes destacats
- Laszlo Klauz (Lluita grecoromana, 1980s)
- Ferenc Németh (Pentatló, 1954-1960s)
- György Kolonics (Piragüisme, 1991 - 2007)